# Burka

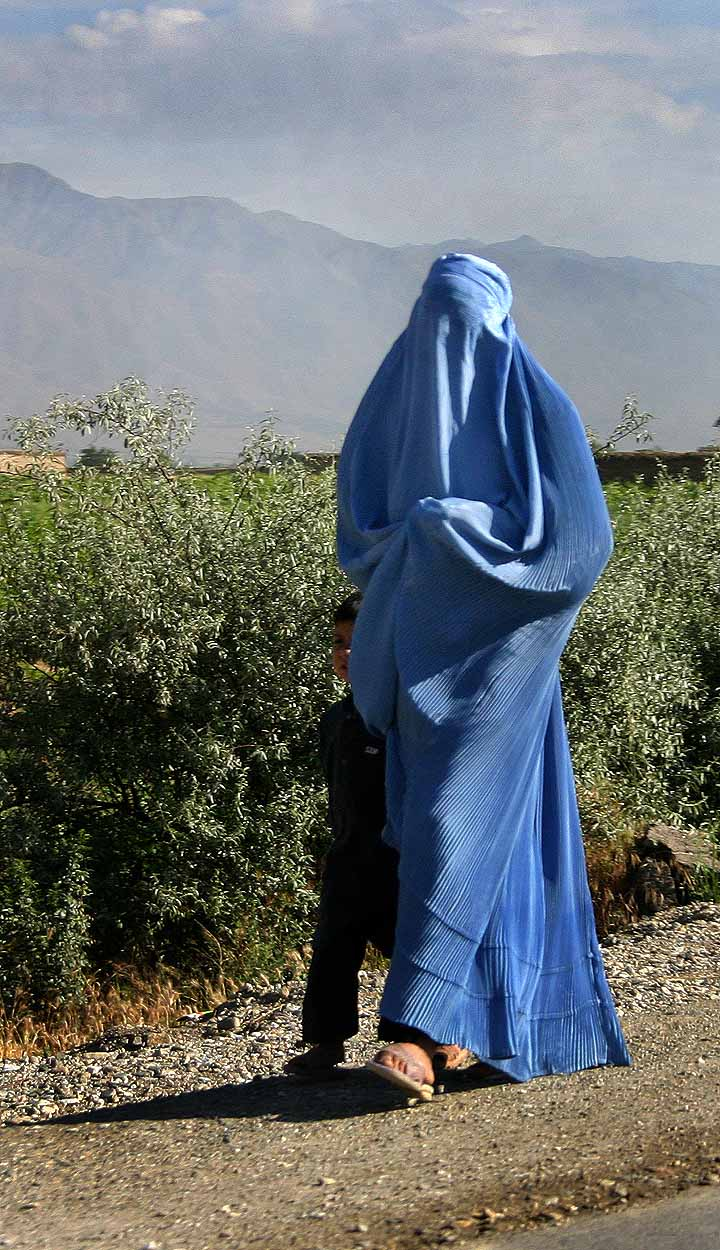
Mujer paseando con un burka en Afganistán.

El burka o burqa (del árabe, برقع burqa‘, urdu, بُرقع) puede referirse a dos formas de ropa tradicional usadas por mujeres en algunos países de religión islámica, principalmente Afganistán, donde es la vestimenta impuesta a las mujeres afganas pastunes fuera de casa.
1. La primera y más conocida por este nombre es una prenda que cubre el cuerpo y la cara por completo, a menudo llamada burka completo o burka afgano y que en ocasiones es confundida con el chador (چادر), prenda tradicional iraní, la cual cubre todo el cuerpo a excepción del rostro.
2. La segunda, no estrictamente un burka, es un tipo de velo que se ata a la cabeza, sobre un cobertor de cabeza y que cubre la cara a excepción de una apertura en los ojos para que la mujer pueda ver a través de ella, conocida como niqab.

Ambas clases de burka son utilizados por algunas mujeres musulmanas como una interpretación del código de vestimenta del hiyab.

## En los textos islámicos
El Corán no tiene ningún requisito de que las mujeres se cubran el rostro con un velo, o cubran sus cuerpos con el burka de cuerpo completo o chador. Muchos musulmanes creen que las tradiciones recogidas de la vida de Mahoma, o hadiz, requieren que tanto los hombres como las mujeres  se vistan y comporten modestamente en público. Sin embargo, este requisito ha sido interpretado de muchas maneras diferentes por los eruditos islámicos (ulemas) y las comunidades musulmanas (ver Las mujeres y el islam). Algunas interpretaciones dicen que el velo no es obligatorio, o que no es obligatoria frente a los ciegos, hombres asexuados, u hombres homosexuales.
El Corán ha sido traducido como: 

"¡Oh Profeta: Di a tus esposas, a tus hijas y a las mujeres de los creyentes que saquen su ropa exterior cerca a su alrededor, eso es mejor que sean reconocidas y no molesta. Y Dios es indulgente, suave.".
Corán, sura 33 (Al-Ahzab), versículo 59

Otro versículo en el Corán se traduce como: 

"Y di a las mujeres fieles que bajen sus miradas, sus partes privadas, y no muestren su belleza, excepto lo que se desprende de la misma, y para extender sus tocados (khimars) para cubrir sus pechos (jaybs), y no para mostrar su belleza, excepto a sus maridos, o sus padres, o padres de sus maridos, o sus hijos, o los hijos de sus maridos o sus hermanos, o "hijos, o sus hermanas a sus hermanos los hijos, o sus mujeres, o lo que su regla de la mano derecha (esclavos), o los seguidores de los hombres que no sienten deseo sexual, o los niños pequeños a los que la desnudez de la mujer no es aparente, y no golpear los pies (en el suelo) con el fin de dar a conocer lo que ocultan de sus adornos. Y vuelven en arrepentimiento a Allah juntos, oh fieles, con el fin de que usted tiene éxito "
Corán, sura 24 (An-Nur), versículo 31

Una fetua, escrita por Muhammed Salih Al-Munajjid en el sitio web de Arabia Saudita IslamQA.com, declara:

La opinión correcta según lo indicado por la evidencia es que la cara de la mujer es awrah que debe estar cubierto. Es la parte más tentadora de su cuerpo, porque lo que la gente mira más es la cara, por lo que la cara es la más grande 'aura de una mujer.

La fetua también afirma que está prohibido llevar el velo:

En la Sunnah hay muchos hadices, tales como: el Profeta dijo: "La mujer en estado de ihram Está prohibido ocultar su rostro (usar niqab) o llevar el burqa '." Esto indica que cuando las mujeres no estaban en estado de ihram, las mujeres utilizan para cubrir sus rostros

### Namus
En el mundo musulmán impiden a las mujeres ser vistas por los hombres, lo que está estrechamente relacionada con el concepto de Namus.
Namus es una categoría ética, una virtud, de carácter patriarcal musulmán medio oriente. Es una categoría de las relaciones dentro de una familia que se describen en términos de honor, la atención, el respeto/respetabilidad, y modestia fuertemente específicos de género. El término se traduce a menudo como "honor".

## Características

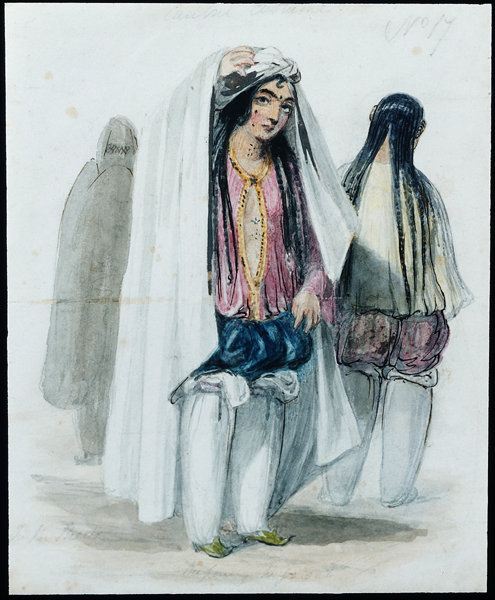
Mujer afgana poniéndose una burka en los bocetos en Afganistán de Jas. Atkinson, 1842.

Este tipo de prenda encuentra su origen en los desiertos mucho antes de la llegada del Islam. Tenía dos funciones principales: primero actuaba como protección contra los vientos fuertes. Hombres y mujeres la llevaban en aquellos tiempos y aún lo hacen, y su segunda función está ligada a la protección de las mujeres, ya que el uso de la máscara completa se utilizaba por mujeres únicamente cuando un grupo era asaltado por otro. Estos asaltos involucraban el rapto de mujeres en edad de procrear. El protegerse detrás de esta tela reducía considerablemente la probabilidad de ser raptadas por no ser distinguidas fácilmente de jóvenes o de ancianas en el tumulto del asalto.
Muchos musulmanes creen que el Corán, el libro sagrado del Islam, y las tradiciones recopiladas sobre la vida de Mahoma imponen a los hombres y mujeres vestirse y comportarse de forma humilde en público. Sin embargo, esta imposición (hijab) ha sido interpretada en muchas formas distintas por los teólogos islámicos y las comunidades musulmanas, ya que el uso del burka no es mencionado específicamente en el Corán.
El burka completo fue hecho obligatorio en Afganistán bajo el mandato de los talibanes, imponiéndose de esta forma un tipo de prenda, ya que cubre los ojos con un 'velo tupido' que impide que quien la usa pueda ver normalmente, puesto que el ´enmallado´ que la compone limita la visión lateral haciendo perder la ubicación espacial. El burka afgano ejerce una fuerte presión (peso) sobre la cabeza. La extensión promedio de esta prenda es hasta la altura de los pies.
La introducción de esta prenda se produjo en Afganistán a principios del siglo XX, durante el mandato de Habibullah (1901-1919), quien impuso su uso a las mujeres que componían su numeroso harén para evitar que la belleza del rostro de éstas tentara a otros hombres. Así pues, el burka se convirtió en una vestimenta utilizada por la clase alta, que de este modo se "aislaba" del pueblo llano, evitando así su mirada. En la década de los 50 su uso se generalizó en la mayoría de la población, si bien seguía siendo una prenda de las clases acomodadas. Como ya se ha dicho, se extendió entre todas las capas sociales en un acto de imitación de la clase alta, ya que se consideraba un símbolo positivo de estatus social.

### Consecuencias para la salud
Las prendas exteriores envolventes, como el burka, pueden causar o empeorar las condiciones médicas en algunos individuos, debido a la falta de luz solar. En particular, contribuyen a la predisposición para la hipovitaminosis D (deficiencia de vitamina D), que conduce tanto al raquitismo como a la osteoporosis aumentado el riesgo de convulsiones en los lactantes nacidos de madres afectadas.

## Controversia en Europa

Legislaciones antimáscaras durante actos públicos en Europa (2025)
Prohibición nacional de cubrir el rostro completamente
Prohibiciones locales o regionales de cubrir el rostro completamente
Prohibiciones parciales de cubrir el rostro en algunas localidades

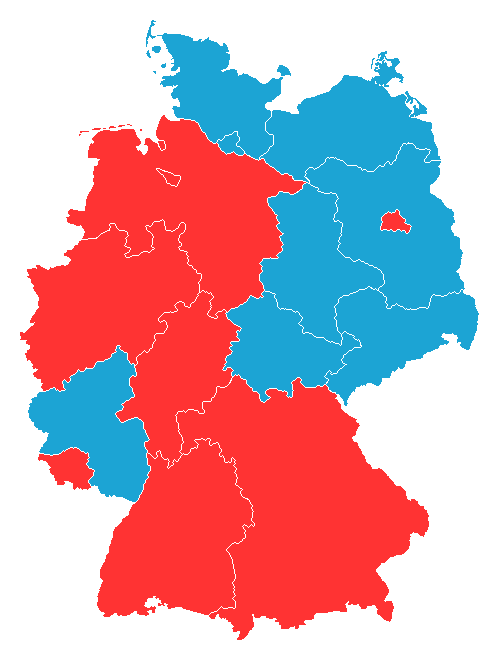
En rojo los estados de Alemania que prohíben el uso de la burka por las mujeres docentes (a partir de 2007).

El burka se encuentra en el debate público y es denunciado como un "símbolo de la opresión de la mujer" por parte del Islam, al igual que una serie de prácticas, tales como la mutilación genital femenina, los asesinatos de honor y los matrimonios forzados.
Si bien es un tema cultural no proveniente de las enseñanzas islámicas, los rostros cubiertos de las mujeres están vinculados a los seguidores del Islam. La prenda de vestir que cubre la cara se ha convertido en un tema político controvertido en la Europa Occidental, donde muchos intelectuales y grupos políticos abogan por su prohibición por diversas razones.

### Italia
En la lucha contra el terrorismo, la legislación italiana, que data de 1970, prohíbe el uso de las prendas que cubren la cara. El alcalde de Drezzo, una pequeña ciudad del norte de Italia, prohibió el uso del burka en las calles de su ciudad, basándose, entre otras cosas, en un decreto real de 1931. El partido político italiano Liga propuso sancionar con multas de 2000 euros y penas de dos años de cárcel a las mujeres que vistan burka o niqab.
En septiembre de 2009, el alcalde de Montegrotto Terme, Luca Claudio, prohibió con una ordenanza el uso del burka por las calles de dicha localidad del norte de Italia.
El 27 de enero de 2010, la ministra de Igualdad de Oportunidades, Mara Carfagna, anunció que presentará una ley que impedirá cubrirse el rostro completamente en Italia, uniéndose así a Francia en la prohibición del uso del burka, señalando que "El velo integral no es una libre decisión de las mujeres, sino un signo de clara opresión", añadiendo que "vetar el burka es un modo de ayudar a las jóvenes inmigrantes a salir del gueto en el que quieren confinarlas".

### Reino Unido
Si bien su uso no está prohibido, este tipo de vestimenta que cubre el rostro de las mujeres está causando controversia en el Reino Unido. El Ministro Jack Straw consultó a las mujeres musulmanas acerca de la eliminación de los velos que cubrían sus rostros en un "cara a cara" con él. Explicó a los medios de comunicación que se trataba de una petición, no una demanda, y que se aseguró de que un miembro del personal femenino permaneciera en la sala durante la reunión. Algunos grupos musulmanes entendieron sus preocupaciones, en tanto que otros las rechazaron.

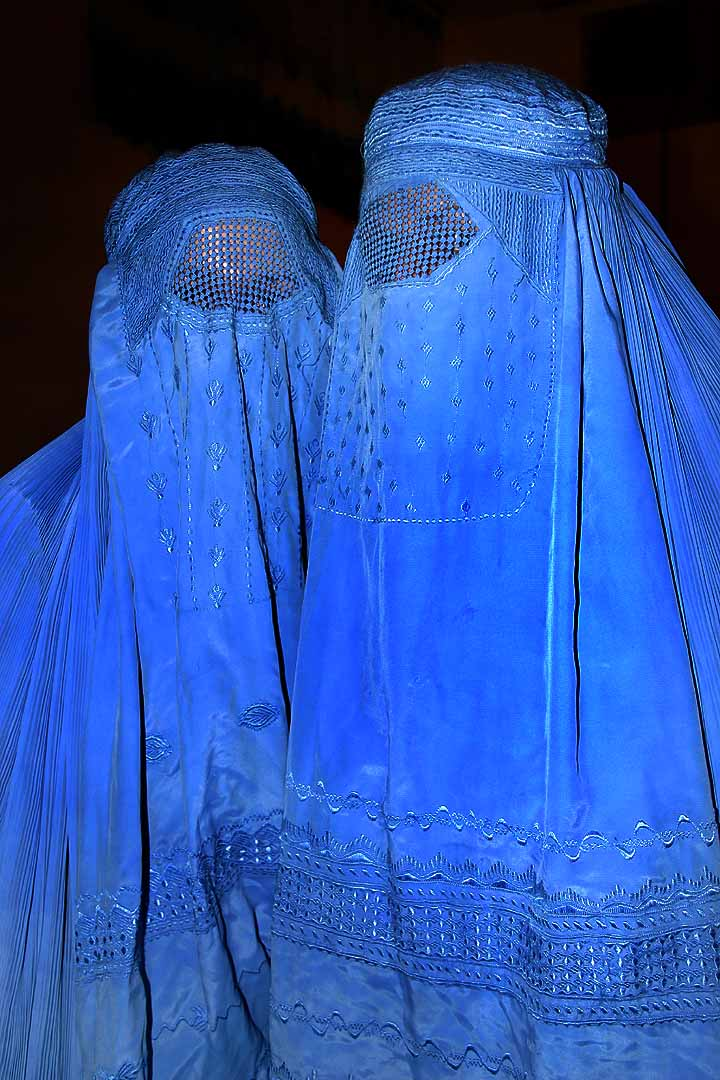
Dos mujeres tras sus burkas.

### Francia
En Francia, el uso del burka en lugares públicos está prohibido. Desde 2004 el uso del burka se ha prohibido en las escuelas públicas francesas, como resultado de una ley que prohíbe a los estudiantes usar los símbolos religiosos visibles. En un discurso en el Congreso de Versalles, el 22 de junio de 2009, el presidente de Francia, Nicolas Sarkozy, afirmó que el burka "no es bienvenido en el territorio de la República francesa", agregando que "En nuestro país, no podemos aceptar que las mujeres estén presas detrás de una pantalla, aisladas de toda vida social, privadas de toda identidad". Agregando que "no es un signo religioso. Es un signo de sometimiento de las mujeres. Por eso, no es bienvenido en el territorio de la República".
El 8 de julio de 2009, la Asamblea Nacional de Francia nombró a 32 legisladores y a los partidos políticos para que en un período de seis meses realicen una investigación a fin de buscar formas de limitar su uso.
Tras seis meses de debate y más de doscientas audiciones, la comisión parlamentaria encargada de examinar la posibilidad de regular en Francia el uso del velo integral, esencialmente el niqab y el burka, entregó sus conclusiones el 26 de enero de 2010. A falta de un consenso para dictar su "prohibición total", que incluiría su uso en la calle, los diputados de la comisión recomendaron que la prenda no se tolere en los servicios públicos, esencialmente las administraciones, los hospitales, las escuelas y el transporte público.
El 2 de febrero de 2010, el ministro de Inmigración de Francia, Eric Besson, refrendó y transmitió al gobierno un decreto por el cual se negará la ciudadanía francesa a todo hombre que obligue a su esposa francesa a llevar el burka. Señaló que "impedir a una esposa que vaya con el rostro al descubierto sería el equivalente a rechazar los principios del secularismo y la igualdad entre hombres y mujeres."
Finalmente el 13 de julio de 2010, la Asamblea francesa aprueba la ley en el que se prohíbe el uso del burka y niqab en todos los espacios públicos. El 14 de septiembre del mismo año, el Senado francés aprueba la ley por 246 votos a favor y uno en contra. El texto aprobado prevé multas equivalentes a US$ 190 y clases de ciudadanía para quienes vistan prendas que cubran el rostro en todas las calles, lugares o servicios públicos del país y sanciones más severas (que incluyen hasta un año de cárcel y multas equivalentes hasta US$ 38.600) para los hombres que obliguen a mujeres a cubrir su rostro.

### Bélgica
En 2010, Bélgica se convirtió en el primer país europeo que prohibió el uso del velo integral (burka y niqab) en los espacios públicos, aunque su Tribunal Constitucional puntualizó que esta prohibición no afectaba a los lugares de culto abiertos al público por el riesgo de que esta medida pudiera violar la libertad religiosa. Dada la inédita situación de interinidad gubernativa que sufrió este país entre 2010 y 2011 –sin Gobierno por las habituales crisis de identidad en el reparto de las cuotas de poder entre las comunidades flamenca y valona– aquella ley tuvo que volver a ser presentada ante el Parlamento belga en abril de 2011 donde fue aprobada casi por unanimidad de toda la Cámara excepto por un voto en contra y dos abstenciones. Durante el debate, salvo las filas ecologistas (consideraron que la prohibición era desproporcionada), los demás partidos no dudaron en calificar el burka como un símbolo de la subyugación de las mujeres y de su deshumanización.

### Luxemburgo
En Luxemburgo, al igual que en Bélgica, el reglamento general de la policía local, que entra en la jurisdicción municipal, indica que la prohibición general debe aplicarse para el uso del burka o el niqab, por ejemplo: "Fuera de la época de carnaval está prohibido para cualquier persona aparecer enmascarados en las calles, plazas y lugares públicos, salvo que esté autorizado por el alcalde".

### Países Bajos
El gobierno neerlandés anunció el 17 de noviembre de 2006 la aprobación de una ley que prohíbe en los lugares públicos el uso del burka y otras formas de velo islámico que esconde los rostros "debido a problemas de orden público, seguridad y protección de las personas". Este anuncio se produjo tras la aprobación en diciembre de 2005 de una propuesta de Geert Wilders, un político crítico con el islam, para prohibir el uso del velo completo. Mientras que la legislación ya restringe en los Países Bajos llevar burka y otros velos escondiendo la cara entera en el transporte público y las escuelas en el país.

### España
A pesar de que en España no es habitual ver burkas en lugares públicos, se planteó un conflicto en septiembre de 2009, cuando una mujer de origen marroquí, llamada Fátima Hssisni, hermana de dos presuntos miembros de Al Qaeda, se negó a quitárselo para declarar como testigo ante la Audiencia Nacional en un juicio que se celebraba contra nueve presuntos terroristas acusados de formar una red internacional yihadista vinculada a Al Qaeda. En estos casos, para valorar los testimonios y su credibilidad es imprescindible ver el rostro de los declarantes. Finalmente accedió a descubrirse frente a los jueces si no había público.
Aparte de este caso, los conflictos que se han planteado en España tenían que ver con el pañuelo o hiyab, prenda menos conflictiva que deja visible la cara de quien lo lleva.
Lérida fue el primer municipio en prohibir en sus ordenanzas el uso del burka o hiyab en los edificios públicos en mayo del 2010. A esta iniciativa se sumaron otros municipios, como Barcelona y Tarragona en junio de 2010. Sin embargo, como consecuencia del recurso de casación de la asociación Watani para la Libertad y la Justicia, el Tribunal Supremo anuló en febrero de 2013 la ordenanza de Lérida, y por jurisprudencia las de los demás municipios, al encontrar a los ayuntamientos incompetentes para pronunciarse sobre este tema. Sin embargo, el alto tribunal no se pronuncia sobre si cabe la posibilidad o no en España de la prohibición o limitación del uso del burka, sino que los Ayuntamientos no tienen competencias para regular por sí mismo, limitaciones al ejercicio de un derecho fundamental en los espacios municipales, pues la libertad religiosa tiene esa consideración en la constitución española. Sólo una actuación del Parlamento con rango de Ley a nivel estatal podría prohibir su uso, sin perjuicio de lo que estableciese el Tribunal Constitucional o el propio Tribunal Supremo en diligencias posteriores. Además, el Supremo destaca en su sentencia que la mujer tiene en España, medidas adecuadas por optar en los términos que quiera por la vestimenta que considere adecuada a su propia cultura, religión y visión de la vida, y para reaccionar contra imposiciones de las que, en su caso, pretenda hacérsele víctima obteniendo la protección del poder público, por lo que no cabe presuponer que una mujer pueda llevar cualquier tipo de prenda obligada.

## Uso en África
En 2015, los líderes de África Occidental acordaron prohibir el burka en sus respectivos países. En Chad ya se había prohibido el velo integral en la totalidad de su territorio en junio de 2015. Camerún y Níger han tomado medidas similares en julio.

## Controversia en otros países

Legislaciones antimáscaras durante actos públicos en el mundo (2025)
Prohibición nacional de cubrir el rostro completamente
Prohibiciones locales o regionales de cubrir el rostro completamente
Prohibición de venta y fabricación
Prohibiciones parciales de cubrir el rostro en algunas localidades

### Australia
A principios de 2010, los senadores australianos, el liberal Cory Bernardi y el demócrata cristiano Fred Nilo, pidieron que se prohibiese el burka en su país por razones de seguridad y sociales, calificándolo de "anti-australiano".
En 2016, la senadora de Queensland Pauline Hanson usó polémicamente un burka en el Senado, antes de quitárselo para pedir que se prohibiera el burka, citando preocupaciones de seguridad nacional.

### Egipto
En 2009, el mayor clérigo musulmán de Egipto, el jeque Muhammad Sayyid Tantawy, prohibió a las estudiantes usar el burka en la Universidad Al Azhar, que es considerada por la mayoría de los musulmanes sunníes como la escuela más prestigiosa. Es la universidad más antigua del mundo con funcionamiento ininterrumpido.

### Siria
Por orden del Ministerio de Educación de Siria, a partir de julio de 2010, las estudiantes y las profesoras tienen prohibido asistir a las universidades, tanto públicas como privadas, con el rostro completamente cubierto con burka. El ministro de Educación del país, Ghiyath Barakat, explicó que el burka "va en contra de las tradiciones y los valores de las universidades sirias", así como también la prohibición responde a solicitud de muchos padres y alumnos.